# OPERA PLUG

## OPERA PLUG
[OPERA PLUG — организация по проведению мероприятий развлекательного характера в Омске и Омской области. По мнению омичей, считается лучшей среди конкурентов.
Основателем и главным организатором является Александр Литвин (более известный как "сашк литвин").
Организация в основном специализируется на проведении танцевальных и концертных мероприятий в таких заведениях как: Lounge-bar "GRANAT" или "PROJECT G", Концертная площадка "Angar".

## Истроия
Первое мероприятие, проведённое OPERA PLUG, состоялось в лаундж-баре "GRANAT" и считалось совместным с ранее не сущестыующими "ESSA PARTY", "WHEEL PARTY" и "NEGRY PARTY".
Тогда, еще совсем зеленая "OPERA" собрала не более 45 человек.
Самым крупным мероприятием "OPERA PLUG" является "HALLOWEEN", проведенное совместно с "AURA"